# Lucien Brun

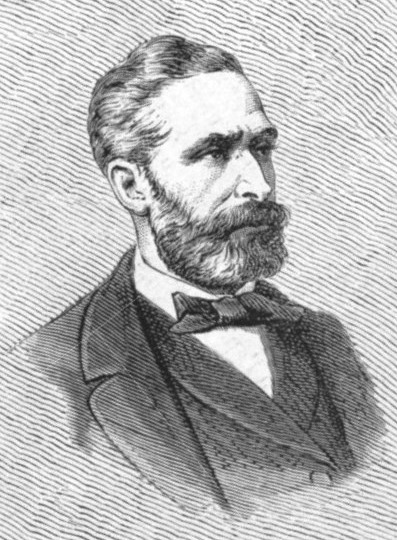
Lucien Brun.

Lucien-Henri-Louis Brun, född de 2 juni 1822 i Gex (departementet Ain), död den 28 november 1898 i Paris, var en fransk politiker.
Brun var advokat i Lyon och blev ryktbar för sin vältalighet och sina legitimistiska grundsatser. År 1871 invaldes han i nationalförsamlingen och blev där en av ledarna för det monarkistiska partiet. Brun medverkade 1873 till Thiers fall och arbetade ivrigt för kungadömets återupprättande. Han begav sig själv tillsammans med Chesnelong till Salzburg för att övertala greven av Chambord att göra vissa eftergifter med syfte att kunna genomföra dennes tronbestigning. Som medlem av författningsutskottet talade Brun emot den allmänna rösträtten och röstade 1875 mot den republikanska författningen. Han ville inte ställa upp i valet till deputeradekammaren, utan återupptog sin sakförarverksamhet i Lyon och blev tillika professor vid det nya katolska universitetet i denna stad. År 1877 valdes Brun till livstidssenator och var som sådan en ivrig talesman för det romersk-katolska prästerskapet.